# Bećir Omeragić
Bećir Omeragić (Genève, 20 januari 2002) is een Zwitsers voetballer die bij voorkeur als centrale verdediger speelt. Hij speelt bij FC Zürich.

## Clubcarrière
Omeragić speelde in de jeugd bij Étoile Carouge FC en Servette FC. In 2018 trok hij transfervrij naar FC Zürich. Op 4 mei 2019 debuteerde hij in de Zwitserse Super League tegen FC Basel.

## Statistieken
| Seizoen         | Club            | Land                 | Competitie      | Competitie | Competitie | Beker | Beker | Europees | Europees | Totaal | Totaal |
| Seizoen         | Club            | Land                 | Competitie      | Wed.       | Dlp.       | Wed.  | Dlp.  | Wed.     | Dlp.     | Wed.   | Dlp.   |
| --------------- | --------------- | -------------------- | --------------- | ---------- | ---------- | ----- | ----- | -------- | -------- | ------ | ------ |
| 2018/19         | FC Zürich       | Vlag van Zwitserland | Super League    | 5          | 0          | 0     | 0     | ―        | ―        | 5      | 0      |
| 2019/20         | FC Zürich       | Vlag van Zwitserland | Super League    | 19         | 0          | 2     | 0     | ―        | ―        | 21     | 0      |
| 2020/21         | FC Zürich       | Vlag van Zwitserland | Super League    | 29         | 0          | 1     | 0     | ―        | ―        | 30     | 0      |
| Carrière totaal | Carrière totaal | Carrière totaal      | Carrière totaal | 53         | 0          | 3     | 0     | 0        | 0        | 56     | 0      |

## Interlandcarrière
Op 7 oktober 2020 debuteerde Omeragić voor Zwitserland in een oefeninterland tegen Kroatië.

## Privé
Hij komt uit een voetballende familie want zijn vader Nedzad Omeragić; neven: Edin Omeragić en Nihad Omeragić en zijn broer Nedim Omeragic waren of zijn ook voetballer.